# Liste der Baudenkmale in Schönefeld
Die Liste der Baudenkmale in Schönefeld enthält alle Baudenkmale der brandenburgischen Gemeinde Schönefeld und ihrer Ortsteile. Grundlage ist die Landesdenkmalliste mit dem Stand vom 31. Dezember 2022. Die Bodendenkmale sind in der Liste der Bodendenkmale in Schönefeld aufgeführt.

## Baudenkmale in den Ortsteilen
In den Spalten befinden sich folgende Informationen:
- ID-Nr.: Die Nummer wird vom Brandenburgischen Landesamt für Denkmalpflege vergeben. Ein Link hinter der Nummer führt zum Eintrag über das Denkmal in der Denkmaldatenbank. In dieser Spalte kann sich zusätzlich das Wort Wikidata befinden, der entsprechende Link führt zu Angaben zu diesem Denkmal bei Wikidata.
- Lage: die Adresse des Denkmales und die geographischen Koordinaten. Link zu einem Kartenansichtstool, um Koordinaten zu setzen. In der Kartenansicht sind Denkmale ohne Koordinaten mit einem roten beziehungsweise orangen Marker dargestellt und können in der Karte gesetzt werden. Denkmale ohne Bild sind mit einem blauen bzw. roten Marker gekennzeichnet, Denkmale mit Bild mit einem grünen beziehungsweise orangen Marker.
- Bezeichnung: Bezeichnung in den offiziellen Listen des Brandenburgischen Landesamtes für Denkmalpflege. Ein Link hinter der Bezeichnung führt zum Wikipedia-Artikel über das Denkmal.
- Beschreibung: die Beschreibung des Denkmales
- Bild: ein Bild des Denkmales und gegebenenfalls einen Link zu weiteren Fotos des Baudenkmals im Medienarchiv Wikimedia Commons

### Großziethen
| ID-Nr.            | Lage                                           | Bezeichnung | Beschreibung | Bild |
| ----------------- | ---------------------------------------------- | --- | --- | --- |
| 09140525          | Alt Großziethen 7 (Lage)                       | Wohnhaus | Das frühere Tagelöhnerhaus auf dem Dorfanger von Großziethen gilt als das älteste erhaltene Wohnhaus des Ortes. Heute wird es von der Gemeinde Schönefeld als Veranstaltungsraum und für Trauungen genutzt. | Wohnhaus |
| 09140122 Wikidata | Alt Großziethen 29 (Lage)                      | Dorfkirche | | weitere Bilder |
| 09140331          | Friedhofsweg (Lage)                            | Grabstätte für vier sowjetische Soldaten und etwa 200 sowjetische Kriegsgefangene und Zwangsarbeiter, auf dem Friedhof Großziethen | | Grabstätte für vier sowjetische Soldaten und etwa 200 sowjetische Kriegsgefangene und Zwangsarbeiter, auf dem Friedhof Großziethen |
| 09140119          | Karl-Marx-Straße, Ernst-Thälmann-Straße (Lage) | Gedenkstein für Ernst Thälmann | | Gedenkstein für Ernst Thälmann |

### Kiekebusch
| ID-Nr.                           | Lage                              | Bezeichnung                                  | Beschreibung | Bild                                 |
| -------------------------------- | --------------------------------- | -------------------------------------------- | --- | ------------------------------------ |
| 09140446 Wikidata                | Kiekebuscher Dorfstraße 16 (Lage) | Dorfkirche mit Kirchhof sowie Kirchhofsmauer | Die Feldsteinkirche entstand vermutlich im 14. Jahrhundert und wurde in den Jahren 1693 und 1694 nach Süden hin durch den Anbau einer Patronatsloge erweitert. In seinem Innern steht unter anderem ein Altar aus der zweiten Hälfte des 17. Jahrhunderts. | weitere Bilder                       |
| 09141213 Teilobjekt zu: 09140446 | Kiekebuscher Dorfstraße 16 (Lage) | Kirchhof / Friedhof / Kirchhofsmauer         | Kirchhofsmauer, roter Ziegelstein, um ca. 1900. | Kirchhof / Friedhof / Kirchhofsmauer |
| 09141214 Teilobjekt zu: 09140446 | Kiekebuscher Dorfstraße 16 (Lage) | Erbbegräbnis                                 | Gewidmet der Familie Schmidt. Grabanlage Kalksandstein. Datiert auf 1891. | Erbbegräbnis                         |
| 09140973 Teilobjekt zu: 09140446 | Kiekebuscher Dorfstraße 16 (Lage) | Grabkreuz                                    | | BW                                   |

### Rotberg
| ID-Nr.                           | Lage                        | Bezeichnung                                                                                          | Beschreibung | Bild              |
| -------------------------------- | --------------------------- | --- | --- | ----------------- |
| 09140264 Wikidata                | Rotberger Dorfstraße (Lage) | Dorfkirche mit Kirchhof, Spritzenhaus und Grabmal für Wilhelm Zacher sowie Resten der Feldsteinmauer | Die Dorfkirche aus Feldstein stammt aus dem 14. Jahrhundert und wurde 1860 im neugotischen Stil umgebaut.                                            | weitere Bilder    |
| 09141099 Teilobjekt zu: 09140264 | Rotberger Dorfstraße (Lage) | Leichenwagenhalle                                                                                    | Ein Feldsteinbau mit Satteldach. An der westlichen Längsseite zwei runde Lüftungsöffnungen mit Verzierung. Auf dem Kirchhof westlich der Dorfkirche. | Leichenwagenhalle |
| 09141100 Teilobjekt zu: 09140264 | Rotberger Dorfstraße (Lage) | Grabanlage                                                                                           | Die Grabanlage befindet sich in der südwestliche Ecke des Kirchhofes. Sie ist dem Gutsbesitzer Wilhelm Zacher gewidmet. Datiert auf 1917/1918.       | Grabanlage        |

### Schönefeld
| ID-Nr.                           | Lage                   | Bezeichnung | Beschreibung | Bild                                                                                  |
| -------------------------------- | ---------------------- | --- | --- | ------------------------------------------------------------------------------------- |
| 09140388 Wikidata                | (Lage)                 | Generalshotel: Sonderanfertigung für Generäle und Persönlichkeiten der Politik und Wirtschaft, auf dem Flughafengelände                                           | Im Jahr 2011 erteilte das Brandenburgische Infrastrukturministerium die Abrissgenehmigung, weil das Gebäude dem Neubau des Regierungsterminals im Wege steht. Das Gebäude wurde kurz nach dem Ende des Zweiten Weltkriegs errichtet und diente zunächst der Unterbringung höherer Chargen der sowjetischen Armee. 1961 kam es zusammen mit der Umwandlung des Flugplatzes in einen zivilen Airport in den Besitz der DDR. Über dieses Gebäude wurden nun die Regierungsflüge abgewickelt und hohe Staatsgäste wurden hier begrüßt. Nach der Wende zog die Bundespolizei hier ein, das Gebäude wurde als Terminal für Sammelabschiebungen mit Charterflügen genutzt. Das Innere ist aufwändig mit Marmor, Travertin, Stofftapeten, teilweise farbigen Kassettendecken gestaltet und mit Kronleuchtern ausgestattet. Der Rückbau begann am 14. September 2023 mit der Entkernung im Innern. Es soll abgerissen werden, da die Fläche als Aufstellbereich für die Flugbereitschaft der Bundesregierung gebraucht werde. Ein Bündnis von Politikern, Architekten und Denkmalschützern setzt sich für den Erhalt ein. Das Denkmalamt hatte gegen den Abriss gestimmt und konnte erreichen, dass Alles zuvor genauestens dokumentiert wird. Einzelne Bauteile wie große Kronleuchter, das schmiedeeiserne Geländer des Foyers oder Wandschränke der ehemaligen Generalssuite sollen ausgebaut und der Nachwelt erhalten bleiben. | weitere Bilder                                                                        |
| 09140524                         | Kirchstraße (Lage)     | Friedhofskapelle | Die Friedhofskapelle wurde um 1910 erbaut. Es ist Kapelle aus Bruchstein mit einem dreiseitigen Chorschluss. Die Fassade ist mit rötlichen Ziegel geschmückt. | Friedhofskapelle                                                                      |
| 09140540                         | Kirchstraße (Lage)     | Friedhof Schönefeld: drei Erbbegräbnisreihen, bestehend aus Grabwänden und Grabstelen                                                                             | | Friedhof Schönefeld: drei Erbbegräbnisreihen, bestehend aus Grabwänden und Grabstelen |
| 09140853 Wikidata                | Kirchstraße 2 a (Lage) | Dorfkirche mit Sakristei und Familiengrablege Wrede, davorstehendem Eisenguss-Grabmal für Philipp Gröschel sowie Einfriedung der West- und Ostseite des Kirchhofs | Die Dorfkirche ist ein im Ursprung spätromanischer Saalbau aus der ersten Hälfte des 13. Jahrhunderts. In den Jahren 1904 bis 1905 wurde die Kirche renoviert, der Westturm und die Sakristei wurden angebaut. Auf dem Kirchhof befindet sich ein Denkmal für die Personen, die bei dem Flugzeugabsturz des Alas-Nacionales-Fluges 301 verstarben. | weitere Bilder                                                                        |
| 09140854 Teilobjekt zu: 09140853 | Kirchstraße 2 a (Lage) | Erbbegräbnis | Das Erbbegräbnis ist Karl und Bertha Wrede gewidmet. Westlich vor der Sakristei liegend und unter der Sakristei als Familiengruft. Datiert auf 1904/1905. | Erbbegräbnis                                                                          |
| 09140855 Teilobjekt zu: 09140853 | Kirchstraße 2 a (Lage) | Grabmal | Das Grabmal ist Philipp Gröschel gewidmet. Es liegt östlich vor der Sakristei. Die Inschrift ist nur noch mit großer Mühe lesbar. Datiert auf 1840/1860 | Grabmal                                                                               |
| 09141391                         | Mittelstraße 14 (Lage) | Bahnhof Flughafen Berlin-Schönefeld | Der in den 1950er Jahren zunächst für Kontrollzwecke errichtete Bahnhnf diente nach 1960 dem Verkehr zum Flughafen Berlin-Schönefeld und wurde außerdem zu einem wichtigen Knotenpunkt im Fernverkehr. Baulich blieb er bis Ende der 1970er Jahre ein Provisorium. Im Fernverkehr verlor er in den 1990er Jahren seine Bedeutung, mit der Eröffnung des Flughafens BER mit einem eigenen Bahnhof im Herbst 2020 ging seine Bedeutung weiter zurück. 2023 wurden die aus der Zeit zwischen 1978 und 1984 stammenden baulichen Anlagen als wichtiges Zeugnis der Eisenbahn- und der DDR-Geschichte sowie der deutschen Teilung unter Denkmalschutz gestellt. | weitere Bilder                                                                        |
| 09141397 Teilobjekt zu: 09141391 | Mittelstraße 14 (Lage) | Bahnhofsempfangsgebäude und Verwaltungsgebäude | Das Empfangsgebäude liegt auf der südlichen Seite der Gleisanlagen an der Schnellstraße. Es ist ein zweigeschossiger Bau mit Flachdach. Bis 2014 wurde es genutzt, dann leergezogen und geschlossen. Die Deutsche Bahn plante seinen Abriss, der jedoch nicht realisiert wurde. 2015 wurde es zeitweise als Flüchtlingsunterkunft genutzt. | Bahnhofsempfangsgebäude und Verwaltungsgebäude                                        |
| 09141398 Teilobjekt zu: 09141391 | Mittelstraße 14 (Lage) | Gleisanlage | In der Denkmaldatenbank bezieht sich dieser Eintrag auf die vier Bahnsteige. Im Bahnhof gibt es einen S- und drei Fernbahnsteige. Die Bahnsteige sind über jeweils eine Rampe im Westen und eine Treppe im Osten mit dem Bahnsteigtunnel verbunden und im zentralen Teil mit einem Flugdach überdacht. Der südliche Fernbahnsteig wurde um 2010 mit der Verlängerung der S-Bahn-Strecke nach Westen geschlossen. | Gleisanlage                                                                           |
| 09141399 Teilobjekt zu: 09141391 | Mittelstraße 14 (Lage) | Dienstraum | Auf den vier Bahnsteigen gibt es verglaste Aufsichtsgebäude mit Flachdach. | Dienstraum                                                                            |
| 09141400 Teilobjekt zu: 09141391 | Mittelstraße 14 (Lage) | Wartehäuschen | Auf dem nördlichen Fernbahnsteig ist ein verglaster Wartepavillon erhalten geblieben. | Wartehäuschen                                                                         |
| 09141401 Teilobjekt zu: 09141391 | Mittelstraße 14 (Lage) | Fußgängertunnel | Der Tunnel ist mit zwölf Metern ungewöhnlich breit. Er unterquert die Schnellstraße und die Gleisanlagen zum Nordausgang an der Rudower Chaussee. Treppen und Rampen verbinden ihn mit den vier Bahnsteigen und dem Empfangsgebäude. | Fußgängertunnel                                                                       |

### Selchow
| ID-Nr.                           | Lage                           | Bezeichnung | Beschreibung | Bild                                                              |
| -------------------------------- | ------------------------------ | --- | --- | ----------------------------------------------------------------- |
| 09140277 Wikidata                | Alte Selchower Straße 9 (Lage) | Dorfkirche mit Kirchhofmauer, Grabmalen, Erbbegräbnissen der Gutsbesitzer Schneider und Neuhaus sowie Gefallenendenkmal | Die Kirche ist eine romanische Feldsteinkirche aus der ersten Hälfte des 13. Jahrhunderts. Die Fenster wurden um 1700 zum Teil vergrößert; das Bauwerk in den Jahren 1972 und 1973 restauriert. Im Innern befinden sich unter anderem ein zweigeschossiger Kanzelaltar und eine Fünte aus dem Jahr 1710 sowie ein Kruzifix, dass Ende des 15. Jahrhunderts geschaffen wurde. | weitere Bilder                                                    |
| 09140867 Teilobjekt zu: 09140277 | Alte Selchower Straße 9 (Lage) | Kriegerdenkmal | Das 1931 errichtete Kriegerdenkmal befindet sich direkt am Eingang zum Kirchhof. | Kriegerdenkmal                                                    |
| 09140861 Teilobjekt zu: 09140277 | Alte Selchower Straße 9 (Lage) | Grabmal | An der Westseite des Kirchhofes liegend (Sandstein). Datiert auf 1870/1880. | Grabmal                                                           |
| 09140862 Teilobjekt zu: 09140277 | Alte Selchower Straße 9 (Lage) | Grabmal | Das 1893 errichtete Grabmal ist Friedrich & Caroline Hansche gewidmet. An der Westseite des Kirchhofes liegend. Schwarzer Granitstein. | Grabmal                                                           |
| 09140863 Teilobjekt zu: 09140277 | Alte Selchower Straße 9 ()     | Grabmal | Folgt man dem Brandenburgischen Landesamt für Denkmalpflege, handelt es sich hier offensichtlich um eine Doppelung des Eintrages Grabmal Friedrich & Caroline Hansche. Möglich, dass das Grabmal, das nördlich an das von Friedrich & Caroline Hansche anschließt, gemeint ist.                                                                                              | ein Bild hochladen                                                |
| 09140864 Teilobjekt zu: 09140277 | Alte Selchower Straße 9 (Lage) | Grabkreuze | Von den elf gusseisernen Grabkreuzen befinden sich noch zehn gusseiserne Grabkreuze auf dem Kirchhof (Stand 27. April 2024): sieben davon an der nördlichen Längsseite der Kirche (zusammen mit drei Steinkreuzen), drei weitere an der südlichen Längsseite. Datiert auf 1820/1880.                                                                                         | Grabkreuze                                                        |
| 09140865 Teilobjekt zu: 09140277 | Alte Selchower Straße 9 (Lage) | Grabanlage & Grabkreuz                                                                                                  | Die Grabanlage ist der Familie Schneider gewidmet. Schmiedeeiserne Einfriedung, Kreuze aus Gusseisen. Datiert auf 1860/1870. Auf Höhe des Kirchenchores liegend. | Grabanlage & Grabkreuz                                            |
| 09140866 Teilobjekt zu: 09140277 | Alte Selchower Straße 9 (Lage) | Grabanlage & Grabkreuz                                                                                                  | Die Grabanlage (schmiedeeiserne Einfriedung; Sand- und Feldstein) ist der Familie Neuhaus gewidmet. Sie wird auf ca. 1890 datiert. Auf Höhe des Kirchenchores liegend, an die Grabanlage der Familie Schneider anschließend. | Grabanlage & Grabkreuz                                            |
| 09140278                         | Mittenwalder Straße (Lage)     | Gedenkstein für sieben polnische Zwangsarbeiter, auf dem Friedhof                                                       | | Gedenkstein für sieben polnische Zwangsarbeiter, auf dem Friedhof |

### Waltersdorf
| ID-Nr.            | Lage                           | Bezeichnung | Beschreibung | Bild           |
| ----------------- | ------------------------------ | ----------- | --- | -------------- |
| 09140301 Wikidata | Diepenseer Straße 2 (Lage)     | Dorfkirche  | Die evangelische Kirche stammt aus der ersten Hälfte des 13. Jahrhunderts. Es ist ein Saalbau aus Feldsteinmit Chor, Apsis und einem schiffsbreiten Turm. | weitere Bilder |
| 09140418          | Schulzendorfer Straße 7 (Lage) | Wohnhaus    | Das Wohnhaus ist ein klassizistischer Bau aus dem 19. Jahrhundert, errichtet nach einem Entwurf von Carl Gotthard Langhans.                               | Wohnhaus       |

### Waßmannsdorf
| ID-Nr.                           | Lage                        | Bezeichnung | Beschreibung                                                                   | Bild |
| -------------------------------- | --------------------------- | --- | ------------------------------------------------------------------------------ | --- |
| 09140127                         | (Lage)                      | Postmeilensäule, an der Straße von Waßmannsdorf nach Kleinziethen |                                                                                | Postmeilensäule, an der Straße von Waßmannsdorf nach Kleinziethen |
| 09140299 Wikidata                | Dorfstraße 41 (Lage)        | Dorfkirche | Die evangelische Dorfkirche stammt aus der ersten Hälfte des 13. Jahrhunderts. | weitere Bilder |
| 09140594                         | Rudower Straße 16/17 (Lage) | Grenztruppenkaserne für zwei Kompanien des Grenzregiments 42, bestehend aus zwei Unterkunftsgebäuden, der Garage mit offener Unterstellhalle, der Waschrampe, drei Materiallagern, der Hundezwingeranlage, zwei Nebengebäuden, der Wache mit Postenhaus, der Toranlage, der Kläranlage mit Pumpenhaus, den befestigten Straßen und Wegen, den Einfriedungen, sowie der Eingrünung des Kasernengeländes und den dazugehörigen Freiflächen; einschließlich des Sperrgebiets-Markierungspfostens nördlich der Kaserne |                                                                                | Grenztruppenkaserne für zwei Kompanien des Grenzregiments 42, bestehend aus zwei Unterkunftsgebäuden, der Garage mit offener Unterstellhalle, der Waschrampe, drei Materiallagern, der Hundezwingeranlage, zwei Nebengebäuden, der Wache mit Postenhaus, der Toranlage, der Kläranlage mit Pumpenhaus, den befestigten Straßen und Wegen, den Einfriedungen, sowie der Eingrünung des Kasernengeländes und den dazugehörigen Freiflächen; einschließlich des Sperrgebiets-Markierungspfostens nördlich der Kaserne |
| 09140595 Teilobjekt zu: 09140594 | Rudower Straße 16/17 ()     | Kasernengebäude |                                                                                | ein Bild hochladen |
| 09140596 Teilobjekt zu: 09140594 | Rudower Straße 16/17 ()     | Garage |                                                                                | ein Bild hochladen |
| 09140597 Teilobjekt zu: 09140594 | Rudower Straße 16/17 ()     | Lagerhalle |                                                                                | ein Bild hochladen |
| 09140598 Teilobjekt zu: 09140594 | Rudower Straße 16/17 ()     | Rampe |                                                                                | ein Bild hochladen |
| 09140599 Teilobjekt zu: 09140594 | Rudower Straße 16/17 ()     | Hundezwinger |                                                                                | ein Bild hochladen |
| 09140600 Teilobjekt zu: 09140594 | Rudower Straße 16/17 ()     | Lagerhalle |                                                                                | ein Bild hochladen |
| 09140601 Teilobjekt zu: 09140594 | Rudower Straße 16/17 ()     | Wachgebäude |                                                                                | ein Bild hochladen |
| 09140602 Teilobjekt zu: 09140594 | Rudower Straße 16/17 ()     | Postenhaus | Das Haus befindet sich am Eingang zum Gelände.                                 | ein Bild hochladen |
| 09140603 Teilobjekt zu: 09140594 | Rudower Straße 16/17 ()     | Straßenlaterne |                                                                                | ein Bild hochladen |
| 09140604 Teilobjekt zu: 09140594 | Rudower Straße 16/17 ()     | Straßenlaterne |                                                                                | ein Bild hochladen |
| 09140605 Teilobjekt zu: 09140594 | Rudower Straße 16/17 ()     | Nebengebäude | Das Gebäude befindet sich östlich der Wache.                                   | ein Bild hochladen |
| 09140606 Teilobjekt zu: 09140594 | Rudower Straße 16/17 ()     | Kläranlage | Die Kläranlage liegt außerhalb des Kasernengeländes in der Nähe des Einganges. | ein Bild hochladen |
| 09140607 Teilobjekt zu: 09140594 | Rudower Straße 16/17 ()     | Pumpenhaus | Das Pumpenhaus gehört zur Kläranlage.                                          | ein Bild hochladen |